# Système de refroidissement
 (décembre 2020).
Si vous disposez d'ouvrages ou d'articles de référence ou si vous connaissez des sites web de qualité traitant du thème abordé ici, merci de compléter l'article en donnant les références utiles à sa vérifiabilité et en les liant à la section « Notes et références ».
Un système de refroidissement est une installation qui abaisse la température d'un ensemble industriel, d'un ensemble mécanique, d'un local ou d'un immeuble.

## Bâtiments
Les systèmes de refroidissement de bâtiments peuvent être actifs lorsqu'il s'agit d'installations utilisant de l'énergie pour injecter du froid dans un bâtiment — la majorité de ces systèmes fonctionnent à l'électricité —, ou passifs lorsqu'ils n'en utilisent pas.

### Systèmes actifs
Les diverses applications des systèmes de refroidissement actifs comprennent les climatiseurs intérieurs et les pompes à chaleur.

### Systèmes passifs
Il existe plusieurs systèmes de refroidissement passifs dans le domaine du bâtiment :
- Isolation thermique, brise-soleil, architecture bioclimatique
- Échangeur air-sol (appelé aussi puits canadien ou puits provençal) ;
- Rafraîchissement d'air par évaporation (« bioclimatisation »), « refroidissement adiabatique » ou « climatisation écologique »[2],[3]

Ces systèmes sont peu coûteux, moins gourmand d'énergie, sans gaz réfrigérants, mais ont un abaissement de température limité (rarement plus de cinq degrés), limité à une proximité plus immédiate (quelques mètres parfois). Certains de ces systèmes impliquent une augmentation de l'humidité et/ou une absence de réversibilité.
En France, l'Ademe, l'UICN, l'ONU et l'UE invitent à préférer et développer des solutions fondées sur la nature. Un outil numérique baptisé Plus fraîche, ma ville aide les collectivités à trouver des modes de rafraîchissement urbain plus pérennes et durables et l'Ademe propose une démarche Tacct, qui accompagne sur la question de l’adaptation au changement climatique.

## Moteurs

### Moteur marin
Le refroidissement du moteur marin utilise l'eau comme fluide de refroidissement d'un ou de plusieurs moteurs. Il est composé par trois circuits.
- Le circuit d'eau douce (circuit fermé) ;
- Le circuit d'eau de mer (circuit ouvert) ;
- Le circuit d'huile (circuit fermé), qui en plus de son rôle principal de circuit de lubrification participe également à la réfrigération.

### Moteur thermique

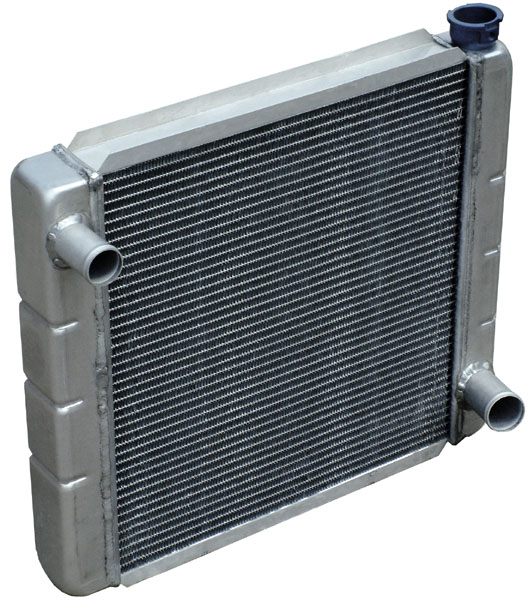
Radiateur typique de refroidissement de liquide de moteur utilisé dans une automobile.

Un radiateur de moteur thermique est un échangeur de chaleur utilisé pour le refroidissement des moteurs à combustion interne.

## Production d'énergie

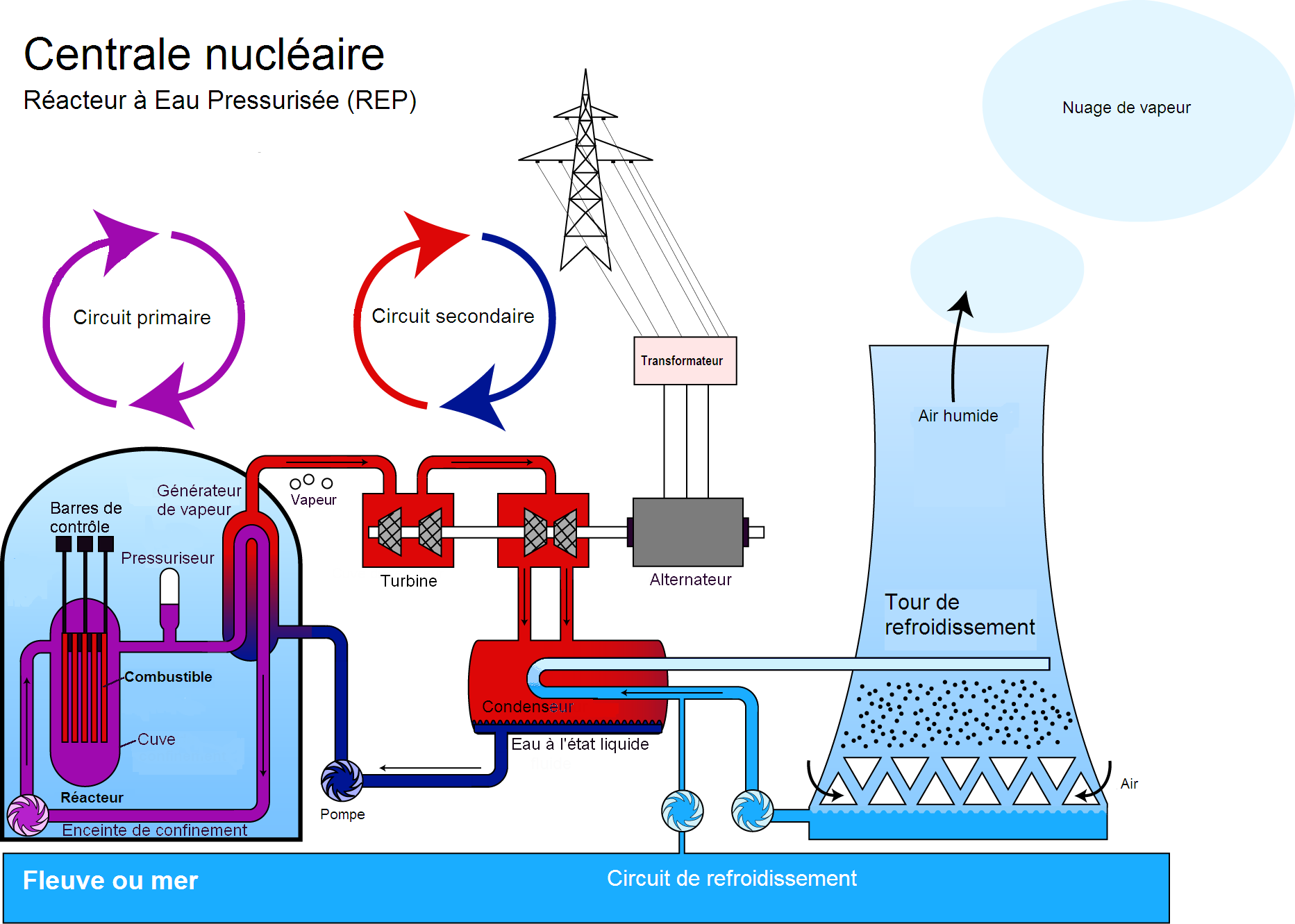
Schéma d'une centrale nucléaire à eau pressurisée avec un système de refroidissement en boucle ouverte.

En production d'énergie, le circuit primaire est le réseau de tuyaux et de pompes qui se situe entre le système producteur de chaleur ou de froid (cœur de réacteur nucléaire, chaudière, pompe à chaleur, panneau solaire, etc.) et le circuit secondaire. Le circuit secondaire achemine ensuite chaleur ou froid jusqu'aux sous-systèmes de distribution, ou aux sous-systèmes de transformation en énergie électrique (turbine à vapeur). 
Dans une centrale nucléaire, à la sortie de la turbine, le circuit secondaire de refroidissement peut être soit en boucle ouverte en utilisant un cours d'eau, comme source froide, soit en boucle fermée en utilisant une tour aéroréfrigérante comme radiateur de refroidissement.

## Informatique

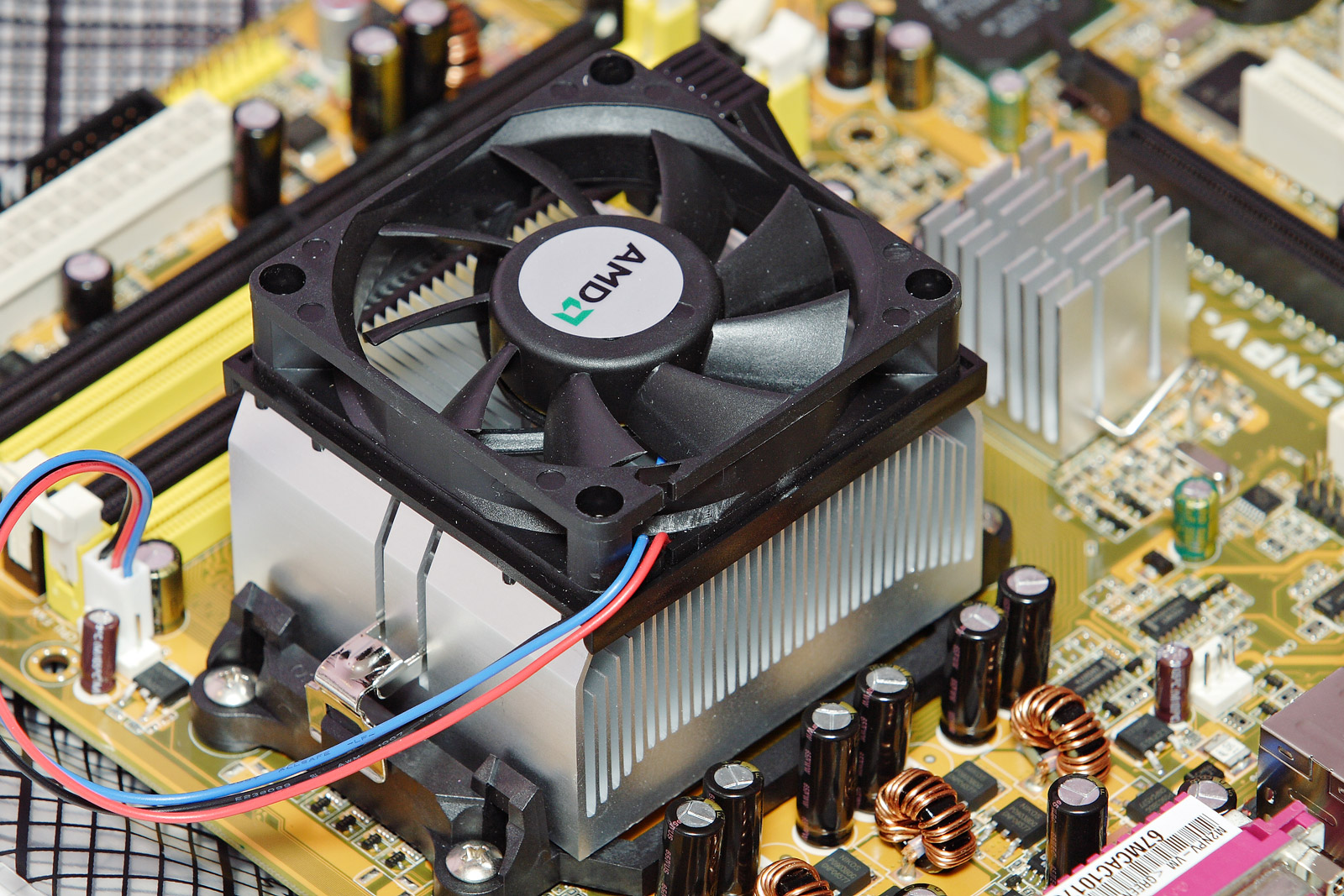
Exemple d'un refroidissement actif d'un processeur informatique, par un ventirad.

Les centres de données et microprocesseurs ont besoin de systèmes de refroidissement adaptés pour dissiper la chaleur produite par effet Joule.

### Microprocesseurs
Un ventilateur d'ordinateur est un ventilateur installé à l'intérieur d'un ordinateur ou fixé à celui-ci et utilisé pour en refroidir activement le boîtier. Il permet un flux d'air frais vers l'intérieur et d'air chaud vers l'extérieur ou améliore la circulation d'air sur le dissipateur thermique d'un composant particulier.

### Centre de données
Les centres de traitement de données émettent beaucoup de chaleur. Ils doivent être continuellement réfrigérés ou tempérés, par des systèmes eux-mêmes consommateurs d'énergie. Les onduleurs et la climatisation y absorbent la moitié de l'énergie consommée (début du XXIe siècle). L'American Society of Heating, Refrigerating and Air-Conditioning Engineers (ASHRAE) recommande de maintenir les serveurs de centres de données entre 15 °C et 32 °C.
Le refroidissement à air est souvent privilégié, car moins coûteux. Plus généralement, le Free cooling (en français : « refroidissement à partir de l'air extérieur ») permet de limiter le recours à des refroidisseurs et entraîne ainsi une réduction de la facture énergétique. Le free cooling n'est intéressant que dans les implantations où l'air extérieur est froid suffisamment longtemps durant l'année.
La climatisation peut être complétée par un refroidissement à eau, qui est 4 000 fois plus efficace que l'air pour conduire la chaleur. Autre constat, d'autres solutions technologiques sont plus largement mises en œuvre : entre autres, la segmentation, le conditionnement d'air dans les salles informatiques (CRAC), l'utilisation de blocs de climatisation (CCU) qui permettent ainsi le refroidissement et l'humidification de l'air,. Le fait d'appliquer ces nouvelles technologies (free cooling par exemple), a permis de passer de 55 % d'énergie consommée par les climatiseurs à 18 %.